# Ecuación de Kozeny-Carman
La ecuación de Kozeny-Carman o ecuación de Carman-Kozeny o ecuación de Kozeny, es una relación utilizada en el campo de la dinámica de fluidos para calcular la  caída de presión de un fluido que fluye a través de un «lecho compacto» de sólidos. La ecuación sólo es válida para flujo laminar. Dice que la variación del volumen de fluido que traspasa ese lecho compacto, respecto al tiempo {\displaystyle {\frac {\mathrm {d} V}{\mathrm {d} t}}} se puede calcular a partir de la diferencia de presión y las propiedades del lecho y del fluido.

## Etimología
Se llama así en honor a Josef Kozeny y Philip C. Carman. La ecuación fue derivada por Kozeny (1927) y modificada por Carman (1937, 1956).

## Simbología
| Símbolo                      | Nombre                              | Unidad | Símbolo                   | Nombre                  | Unidad |
| ---------------------------- | ----------------------------------- | ------ | ------------------------- | ----------------------- | ------ |
| {\displaystyle K_{\rm {CC}}} | Coeficiente Kozeny - Carman         |        |                           | Conductos               |        |
| {\displaystyle k}            | Constante de Darcy                  | m / s  | {\displaystyle A'}        | Área transversal        | m2     |
| {\displaystyle Sh_{f}}       | Factor de forma (Ing. Shape factor) |        | {\displaystyle D'}        | Diámetro                | m      |
| {\displaystyle \phi }        | Porosidad (fraccional)              |        | {\displaystyle L'}        | Longitud                | m      |
| {\displaystyle \mu }         | Viscosidad dinámica                 | Pa s   | {\displaystyle n'}        | Número                  |        |
| {\displaystyle \tau }        | Tortuosidad                         |        | {\displaystyle S'}        | Superficie longitudinal | m2     |
|                              | Total                               |        | {\displaystyle u'}        | Velocidad               | m / s  |
| {\displaystyle A}            | Área transversal                    | m2     | {\displaystyle V'}        | Volumen                 | m3     |
| {\displaystyle L}            | Longitud                            | m      | {\displaystyle \Delta p'} | Diferencia de presión   | Pa     |
| {\displaystyle q}            | Caudal                              | m3 / s |                           | Partículas              |        |
| {\displaystyle u}            | Velocidad (aparente)                | m / s  | {\displaystyle d_{p}}     | Diámetro                | m      |
| {\displaystyle V}            | Volumen                             | m3     | {\displaystyle n_{p}}     | Número                  |        |
|                              | Solido                              |        | {\displaystyle S_{p}}     | Superficie longitudinal | m2     |
| {\displaystyle A_{s}}        | Área transversal                    | m2     |                           |                         |        |
| {\displaystyle V_{s}}        | Volumen                             | m3     |                           |                         |        |

## Descripción
La constante {\displaystyle K_{\rm {CC}}} se determina por medición.
{\displaystyle K_{\rm {CC}}=\tau \ (Sh_{f})}
|                                                               | Volumen total | Volumen total | Porosidad | Porosidad | General | 4 | Poiseuille |
| ------------------------------------------------------------- | --- | --- | --- | --- | --- | --- | --- |
| Ecuaciones                                                    | {\displaystyle V=V'+V_{s}} | {\displaystyle V=V'+V_{s}} | {\displaystyle \phi ={\frac {V'}{V}}} | {\displaystyle \phi ={\frac {V'}{V}}} | {\displaystyle V=AL} | {\displaystyle u'A'=uA} | {\displaystyle \Delta p'={\frac {32\ \mu u'L'}{(D')^{2}}}} |
| Sustituyendo                                                  | | | | {\displaystyle \phi ={\frac {A'\ L'}{A\ L}}} | {\displaystyle \phi ={\frac {A'\ L'}{A\ L}}} | | |
| Despejando                                                    | | {\displaystyle V_{s}=V-V'} | | {\displaystyle {\frac {A}{A'}}={\frac {1}{\phi }}{\Bigl (}{\frac {L'}{L}}{\Bigr )}}                                                                                  | {\displaystyle {\frac {A}{A'}}={\frac {1}{\phi }}{\Bigl (}{\frac {L'}{L}}{\Bigr )}} | {\displaystyle u'={\Bigl (}{\frac {A}{A'}}{\Bigr )}u} | |
| Internamente {\displaystyle {\Bigl (}{\frac {V}{V}}{\Bigr )}} | | {\displaystyle V_{s}=V-{\Bigl (}{\frac {V}{V}}{\Bigr )}V'} | | | | | |
| Ordenando                                                     | | {\displaystyle V_{s}=V-{\Bigl (}{\frac {V'}{V}}{\Bigr )}V} | | | | | |
| Sustituyendo                                                  | | {\displaystyle V_{s}=V-\phi \ V} | {\displaystyle V_{s}=V-\phi \ V} | | {\displaystyle u'={\frac {u}{\phi }}{\Bigl (}{\frac {L'}{L}}{\Bigr )}} | {\displaystyle u'={\frac {u}{\phi }}{\Bigl (}{\frac {L'}{L}}{\Bigr )}} | |
| Despejando                                                    | | {\displaystyle V={\frac {V_{s}}{(1-\phi )}}} | {\displaystyle V={\frac {V_{s}}{(1-\phi )}}} | | | | |
| Sustituyendo                                                  | {\displaystyle V'+V_{s}={\frac {V_{s}}{(1-\phi )}}} | {\displaystyle V'+V_{s}={\frac {V_{s}}{(1-\phi )}}} | {\displaystyle V'+V_{s}={\frac {V_{s}}{(1-\phi )}}} | | {\displaystyle \Delta p'={\frac {32\ \mu \ L'}{(D')^{2}}}{\Bigl [}{\frac {u}{\phi }}{\Bigl (}{\frac {L'}{L}}{\Bigr )}{\Bigr ]}}                                                                       | {\displaystyle \Delta p'={\frac {32\ \mu \ L'}{(D')^{2}}}{\Bigl [}{\frac {u}{\phi }}{\Bigl (}{\frac {L'}{L}}{\Bigr )}{\Bigr ]}}                                                                       | {\displaystyle \Delta p'={\frac {32\ \mu \ L'}{(D')^{2}}}{\Bigl [}{\frac {u}{\phi }}{\Bigl (}{\frac {L'}{L}}{\Bigr )}{\Bigr ]}}                                                                       |
| Despejando                                                    | {\displaystyle V'={\frac {\phi \ V_{s}}{(1-\phi )}}} | {\displaystyle V'={\frac {\phi \ V_{s}}{(1-\phi )}}} | {\displaystyle V'={\frac {\phi \ V_{s}}{(1-\phi )}}} | | {\displaystyle u={\frac {\phi \ \Delta p'\ (D')^{2}}{32\ \mu \ L'}}{\Bigl (}{\frac {L}{L'}}{\Bigr )}}                                                                                                 | {\displaystyle u={\frac {\phi \ \Delta p'\ (D')^{2}}{32\ \mu \ L'}}{\Bigl (}{\frac {L}{L'}}{\Bigr )}}                                                                                                 | {\displaystyle u={\frac {\phi \ \Delta p'\ (D')^{2}}{32\ \mu \ L'}}{\Bigl (}{\frac {L}{L'}}{\Bigr )}}                                                                                                 |
|                                                               | Volumen conductos | Volumen conductos | | Superficie con. | Superficie con. | | Coeficiente |
| Ecuaciones                                                    | {\displaystyle V'=n{\Bigl [}{\frac {\pi (D')^{2}}{4}}{\Bigr ]}L'}                                                                                                   | {\displaystyle V'=n{\Bigl [}{\frac {\pi (D')^{2}}{4}}{\Bigr ]}L'} | | {\displaystyle S'=n'\pi D'L'} | {\displaystyle S'=n'\pi D'L'} | | {\displaystyle K_{\rm {CC}}} |
| Sustituyendo                                                  | {\displaystyle n{\Bigl [}{\frac {\pi (D')^{2}}{4}}{\Bigr ]}L'={\frac {\phi V_{s}}{(1-\phi )}}}                                                                      | {\displaystyle n{\Bigl [}{\frac {\pi (D')^{2}}{4}}{\Bigr ]}L'={\frac {\phi V_{s}}{(1-\phi )}}}                                                                       | {\displaystyle n{\Bigl [}{\frac {\pi (D')^{2}}{4}}{\Bigr ]}L'={\frac {\phi V_{s}}{(1-\phi )}}}                                                                       | | | | |
| Despejando                                                    | {\displaystyle D'={\frac {4\ \phi \ V_{s}}{(1-\phi )(n\pi D'L')}}}                                                                                                  | {\displaystyle D'={\frac {4\ \phi \ V_{s}}{(1-\phi )(n\pi D'L')}}}                                                                                                   | {\displaystyle D'={\frac {4\ \phi \ V_{s}}{(1-\phi )(n\pi D'L')}}}                                                                                                   | | | | |
| Sustituyendo                                                  | {\displaystyle D'={\frac {4\ \phi \ V_{s}}{(1-\phi )\ S}}} | {\displaystyle D'={\frac {4\ \phi \ V_{s}}{(1-\phi )\ S}}} | {\displaystyle D'={\frac {4\ \phi \ V_{s}}{(1-\phi )\ S}}} | {\displaystyle D'={\frac {4\ \phi \ V_{s}}{(1-\phi )\ S}}} | {\displaystyle D'={\frac {4\ \phi \ V_{s}}{(1-\phi )\ S}}} | | |
|                                                               | Volumen partícula | Volumen partícula | | Superficie par. | Superficie par. | | |
| Ecuaciones                                                    | {\displaystyle V_{s}=n_{p}{\Bigl [}{\frac {\pi }{6}}d_{p}^{3}{\Bigr ]}}                                                                                             | {\displaystyle V_{s}=n_{p}{\Bigl [}{\frac {\pi }{6}}d_{p}^{3}{\Bigr ]}}                                                                                              | | {\displaystyle S_{p}=n_{p}(\pi \ d_{p}^{2})} | {\displaystyle S_{p}=n_{p}(\pi \ d_{p}^{2})} | | |
| Sustituyendo                                                  | {\displaystyle D'={\frac {4\ \phi \ n_{p}{\Bigl [}{\frac {\pi }{6}}d_{p}^{3}{\Bigr ]}}{(1-\phi )\ n_{p}(\pi \ d_{p}^{2})}}}                                         | {\displaystyle D'={\frac {4\ \phi \ n_{p}{\Bigl [}{\frac {\pi }{6}}d_{p}^{3}{\Bigr ]}}{(1-\phi )\ n_{p}(\pi \ d_{p}^{2})}}}                                          | {\displaystyle D'={\frac {4\ \phi \ n_{p}{\Bigl [}{\frac {\pi }{6}}d_{p}^{3}{\Bigr ]}}{(1-\phi )\ n_{p}(\pi \ d_{p}^{2})}}}                                          | {\displaystyle D'={\frac {4\ \phi \ n_{p}{\Bigl [}{\frac {\pi }{6}}d_{p}^{3}{\Bigr ]}}{(1-\phi )\ n_{p}(\pi \ d_{p}^{2})}}}                                          | {\displaystyle D'={\frac {4\ \phi \ n_{p}{\Bigl [}{\frac {\pi }{6}}d_{p}^{3}{\Bigr ]}}{(1-\phi )\ n_{p}(\pi \ d_{p}^{2})}}}                                                                           | | |
| Simplificando                                                 | {\displaystyle D'={\frac {2\ \phi \ d_{p}}{3\ (1-\phi )}}} | {\displaystyle D'={\frac {2\ \phi \ d_{p}}{3\ (1-\phi )}}} | {\displaystyle D'={\frac {2\ \phi \ d_{p}}{3\ (1-\phi )}}} | {\displaystyle D'={\frac {2\ \phi \ d_{p}}{3\ (1-\phi )}}} | {\displaystyle D'={\frac {2\ \phi \ d_{p}}{3\ (1-\phi )}}} | | |
| Sustituyendo                                                  | {\displaystyle u={\frac {\phi \ \Delta p'}{32\ \mu \ L'}}{\Bigl [}{\frac {2\ \phi \ d_{p}}{3\ (1-\phi )}}{\Bigr ]}^{2}{\Bigl (}{\frac {L}{L'}}{\Bigr )}}            | {\displaystyle u={\frac {\phi \ \Delta p'}{32\ \mu \ L'}}{\Bigl [}{\frac {2\ \phi \ d_{p}}{3\ (1-\phi )}}{\Bigr ]}^{2}{\Bigl (}{\frac {L}{L'}}{\Bigr )}}             | {\displaystyle u={\frac {\phi \ \Delta p'}{32\ \mu \ L'}}{\Bigl [}{\frac {2\ \phi \ d_{p}}{3\ (1-\phi )}}{\Bigr ]}^{2}{\Bigl (}{\frac {L}{L'}}{\Bigr )}}             | {\displaystyle u={\frac {\phi \ \Delta p'}{32\ \mu \ L'}}{\Bigl [}{\frac {2\ \phi \ d_{p}}{3\ (1-\phi )}}{\Bigr ]}^{2}{\Bigl (}{\frac {L}{L'}}{\Bigr )}}             | {\displaystyle u={\frac {\phi \ \Delta p'}{32\ \mu \ L'}}{\Bigl [}{\frac {2\ \phi \ d_{p}}{3\ (1-\phi )}}{\Bigr ]}^{2}{\Bigl (}{\frac {L}{L'}}{\Bigr )}}                                              | {\displaystyle u={\frac {\phi \ \Delta p'}{32\ \mu \ L'}}{\Bigl [}{\frac {2\ \phi \ d_{p}}{3\ (1-\phi )}}{\Bigr ]}^{2}{\Bigl (}{\frac {L}{L'}}{\Bigr )}}                                              | |
| Simplificando                                                 | {\displaystyle u={\frac {\phi ^{3}}{72\ (1-\phi )^{2}}}{\Bigl [}{\frac {(d_{p})^{2}\ \Delta p'}{\mu \ L'}}{\Bigr ]}{\Bigl (}{\frac {L}{L'}}{\Bigr )}}               | {\displaystyle u={\frac {\phi ^{3}}{72\ (1-\phi )^{2}}}{\Bigl [}{\frac {(d_{p})^{2}\ \Delta p'}{\mu \ L'}}{\Bigr ]}{\Bigl (}{\frac {L}{L'}}{\Bigr )}}                | {\displaystyle u={\frac {\phi ^{3}}{72\ (1-\phi )^{2}}}{\Bigl [}{\frac {(d_{p})^{2}\ \Delta p'}{\mu \ L'}}{\Bigr ]}{\Bigl (}{\frac {L}{L'}}{\Bigr )}}                | {\displaystyle u={\frac {\phi ^{3}}{72\ (1-\phi )^{2}}}{\Bigl [}{\frac {(d_{p})^{2}\ \Delta p'}{\mu \ L'}}{\Bigr ]}{\Bigl (}{\frac {L}{L'}}{\Bigr )}}                | {\displaystyle u={\frac {\phi ^{3}}{72\ (1-\phi )^{2}}}{\Bigl [}{\frac {(d_{p})^{2}\ \Delta p'}{\mu \ L'}}{\Bigr ]}{\Bigl (}{\frac {L}{L'}}{\Bigr )}}                                                 | {\displaystyle u={\frac {\phi ^{3}}{72\ (1-\phi )^{2}}}{\Bigl [}{\frac {(d_{p})^{2}\ \Delta p'}{\mu \ L'}}{\Bigr ]}{\Bigl (}{\frac {L}{L'}}{\Bigr )}}                                                 | |
| Agregando                                                     | {\displaystyle u={\frac {\phi ^{3}}{72\ (1-\phi )^{2}}}{\Bigl [}{\frac {(d_{p})^{2}\ \Delta p'}{K_{\rm {CC}}\ \mu \ L'}}{\Bigr ]}{\Bigl (}{\frac {L}{L'}}{\Bigr )}} | {\displaystyle u={\frac {\phi ^{3}}{72\ (1-\phi )^{2}}}{\Bigl [}{\frac {(d_{p})^{2}\ \Delta p'}{K_{\rm {CC}}\ \mu \ L'}}{\Bigr ]}{\Bigl (}{\frac {L}{L'}}{\Bigr )}}  | {\displaystyle u={\frac {\phi ^{3}}{72\ (1-\phi )^{2}}}{\Bigl [}{\frac {(d_{p})^{2}\ \Delta p'}{K_{\rm {CC}}\ \mu \ L'}}{\Bigr ]}{\Bigl (}{\frac {L}{L'}}{\Bigr )}}  | {\displaystyle u={\frac {\phi ^{3}}{72\ (1-\phi )^{2}}}{\Bigl [}{\frac {(d_{p})^{2}\ \Delta p'}{K_{\rm {CC}}\ \mu \ L'}}{\Bigr ]}{\Bigl (}{\frac {L}{L'}}{\Bigr )}}  | {\displaystyle u={\frac {\phi ^{3}}{72\ (1-\phi )^{2}}}{\Bigl [}{\frac {(d_{p})^{2}\ \Delta p'}{K_{\rm {CC}}\ \mu \ L'}}{\Bigr ]}{\Bigl (}{\frac {L}{L'}}{\Bigr )}}                                   | {\displaystyle u={\frac {\phi ^{3}}{72\ (1-\phi )^{2}}}{\Bigl [}{\frac {(d_{p})^{2}\ \Delta p'}{K_{\rm {CC}}\ \mu \ L'}}{\Bigr ]}{\Bigl (}{\frac {L}{L'}}{\Bigr )}}                                   | {\displaystyle u={\frac {\phi ^{3}}{72\ (1-\phi )^{2}}}{\Bigl [}{\frac {(d_{p})^{2}\ \Delta p'}{K_{\rm {CC}}\ \mu \ L'}}{\Bigr ]}{\Bigl (}{\frac {L}{L'}}{\Bigr )}}                                   |
| Sustituyendo (Ecua. 4)                                        | | | | | {\displaystyle u'={\frac {\phi ^{3}}{72\ (1-\phi )^{2}}}{\Bigl [}{\frac {(d_{p})^{2}\ \Delta p'}{K_{\rm {CC}}\ \mu \ L'}}{\Bigr ]}{\Bigl (}{\frac {L}{L'}}{\Bigr )}{\Bigl (}{\frac {A}{A'}}{\Bigr )}} | {\displaystyle u'={\frac {\phi ^{3}}{72\ (1-\phi )^{2}}}{\Bigl [}{\frac {(d_{p})^{2}\ \Delta p'}{K_{\rm {CC}}\ \mu \ L'}}{\Bigr ]}{\Bigl (}{\frac {L}{L'}}{\Bigr )}{\Bigl (}{\frac {A}{A'}}{\Bigr )}} | {\displaystyle u'={\frac {\phi ^{3}}{72\ (1-\phi )^{2}}}{\Bigl [}{\frac {(d_{p})^{2}\ \Delta p'}{K_{\rm {CC}}\ \mu \ L'}}{\Bigr ]}{\Bigl (}{\frac {L}{L'}}{\Bigr )}{\Bigl (}{\frac {A}{A'}}{\Bigr )}} |
|                                                               | | | | | Caudal | Darcy | |
| Ecuación                                                      | | | | | {\displaystyle q=u\ A} | {\displaystyle q=k\ {\Bigl (}{\frac {L}{L'}}{\Bigr )}} | |
| Sustituyendo                                                  | | {\displaystyle q={\frac {\phi ^{3}}{72\ (1-\phi )^{2}}}{\Bigl [}{\frac {(d_{p})^{2}\ \Delta p'}{K_{\rm {CC}}\ \mu \ L'}}{\Bigr ]}{\Bigl (}{\frac {L}{L'}}{\Bigr )}A} | {\displaystyle q={\frac {\phi ^{3}}{72\ (1-\phi )^{2}}}{\Bigl [}{\frac {(d_{p})^{2}\ \Delta p'}{K_{\rm {CC}}\ \mu \ L'}}{\Bigr ]}{\Bigl (}{\frac {L}{L'}}{\Bigr )}A} | {\displaystyle q={\frac {\phi ^{3}}{72\ (1-\phi )^{2}}}{\Bigl [}{\frac {(d_{p})^{2}\ \Delta p'}{K_{\rm {CC}}\ \mu \ L'}}{\Bigr ]}{\Bigl (}{\frac {L}{L'}}{\Bigr )}A} | {\displaystyle q={\frac {\phi ^{3}}{72\ (1-\phi )^{2}}}{\Bigl [}{\frac {(d_{p})^{2}\ \Delta p'}{K_{\rm {CC}}\ \mu \ L'}}{\Bigr ]}{\Bigl (}{\frac {L}{L'}}{\Bigr )}A}                                  | | |
| Comparando                                                    | | | {\displaystyle k={\frac {\phi ^{3}}{72\ (1-\phi )^{2}}}{\Bigl [}{\frac {(d_{p})^{2}\ \Delta p'}{K_{\rm {CC}}\ \mu \ L'}}{\Bigr ]}A}                                  | {\displaystyle k={\frac {\phi ^{3}}{72\ (1-\phi )^{2}}}{\Bigl [}{\frac {(d_{p})^{2}\ \Delta p'}{K_{\rm {CC}}\ \mu \ L'}}{\Bigr ]}A}                                  | {\displaystyle k={\frac {\phi ^{3}}{72\ (1-\phi )^{2}}}{\Bigl [}{\frac {(d_{p})^{2}\ \Delta p'}{K_{\rm {CC}}\ \mu \ L'}}{\Bigr ]}A}                                                                   | {\displaystyle k={\frac {\phi ^{3}}{72\ (1-\phi )^{2}}}{\Bigl [}{\frac {(d_{p})^{2}\ \Delta p'}{K_{\rm {CC}}\ \mu \ L'}}{\Bigr ]}A}                                                                   | |

{\displaystyle u={\frac {\phi ^{3}}{72\ (1-\phi )^{2}}}{\Bigl [}{\frac {(d_{p})^{2}\ \Delta p'}{K_{\rm {CC}}\ \mu \ L'}}{\Bigr ]}{\Bigl (}{\frac {L}{L'}}{\Bigr )}}
{\displaystyle q={\frac {\phi ^{3}}{72\ (1-\phi )^{2}}}{\Bigl [}{\frac {(d_{p})^{2}\ \Delta p'}{K_{\rm {CC}}\ \mu \ L'}}{\Bigr ]}{\Bigl (}{\frac {L}{L'}}{\Bigr )}A}
{\displaystyle k={\frac {\phi ^{3}}{72\ (1-\phi )^{2}}}{\Bigl [}{\frac {(d_{p})^{2}\ \Delta p'}{K_{\rm {CC}}\ \mu \ L'}}{\Bigr ]}A}
{\displaystyle u'={\frac {\phi ^{3}}{72\ (1-\phi )^{2}}}{\Bigl [}{\frac {(d_{p})^{2}\ \Delta p'}{K_{\rm {CC}}\ \mu \ L'}}{\Bigr ]}{\Bigl (}{\frac {L}{L'}}{\Bigr )}{\Bigl (}{\frac {A}{A'}}{\Bigr )}}

## Ecuación de Kozeny-Carman
{\displaystyle k={\frac {\phi ^{3}}{(1-\phi )^{2}}}{\Bigl (}{\frac {g}{K_{\rm {CC}}\ \nu \ S_{s}}}{\Bigr )}}
Si se concentran los factores específicos del material a un coeficiente de resistencia hidráulica {\displaystyle R} juntos, se obtiene
{\displaystyle {\frac {\mathrm {d} V}{\mathrm {d} t}}={\Bigl (}{\frac {A}{R}}{\Bigr )}{\frac {\Delta p}{\mu }}}

## Segunda formulación
Viene dada por la fórmula siguiente:
| Símbolo                                          | Nombre                                                   | Unidad |
| ------------------------------------------------ | -------------------------------------------------------- | ------ |
| {\displaystyle {\mathit {\Phi }}_{\mathrm {s} }} | Esfericidad de las partículas en el lecho                |        |
| {\displaystyle D_{\mathrm {p} }}                 | Diámetro de la partícula esférica equivalente en volumen | m2     |

Esta ecuación es válida para el flujo a través de lechos compactos con partículas con número de Reynolds hasta aproximadamente 1,0, tras lo cual el desplazamiento puntual y frecuente de los canales de flujo en el lecho causa considerables pérdidas de energía cinética.
Esta ecuación expresa que el flujo es directamente proporcional a la caída de presión e inversamente proporcional a la viscosidad del fluido, lo que se conoce como ley de Darcy.
{\displaystyle v_{\mathrm {s} }=-{\frac {\kappa }{\mu }}{\frac {\Delta p}{L}}}
Combinando estas ecuaciones se obtiene la ecuación final de Kozeny para la permeabilidad absoluta (de una sola fase)
| Símbolo                          | Nombre                                             | Unidad   |
| -------------------------------- | -------------------------------------------------- | -------- |
| {\displaystyle \kappa }          | Permeabilidad absoluta (es decir, monofásica)      | mD       |
| {\displaystyle a}                | Factor de proporcionalidad y unidad                | mD / mm2 |
| {\displaystyle D_{\mathrm {p} }} | Diámetro promedio de los granos de arena expresado | mm       |

El factor combinado de proporcionalidad y unidad {\displaystyle a} normalmente tiene un valor promedio de 0.8E6 /1.0135 al medir muchas muestras de tapones de núcleo que ocurren naturalmente, que van desde un contenido de arcilla alto a bajo, pero puede alcanzar un valor de 3.2E6 /1.0135 para arena limpia.¿De dónde vinieron estos números por arte de magia?[cita requerida] El denominador se incluye explícitamente para recordarnos que la permeabilidad se define usando atm como unidad de presión, mientras que los cálculos de ingeniería de depósitos  y las simulaciones de estos generalmente usan el bar como unidad de presión.